# Chiesa di Santa Maria Antica (Pinzolo)
La chiesa di Santa Maria Antica, o della Beata Vergine Maria Assunta, è una chiesa cattolica situata a Madonna di Campiglio, nel comune di Pinzolo, in provincia di Trento; è sussidiaria dell'adiacente parrocchiale della Madonna di Campiglio e fa parte dell'arcidiocesi di Trento.

## Storia

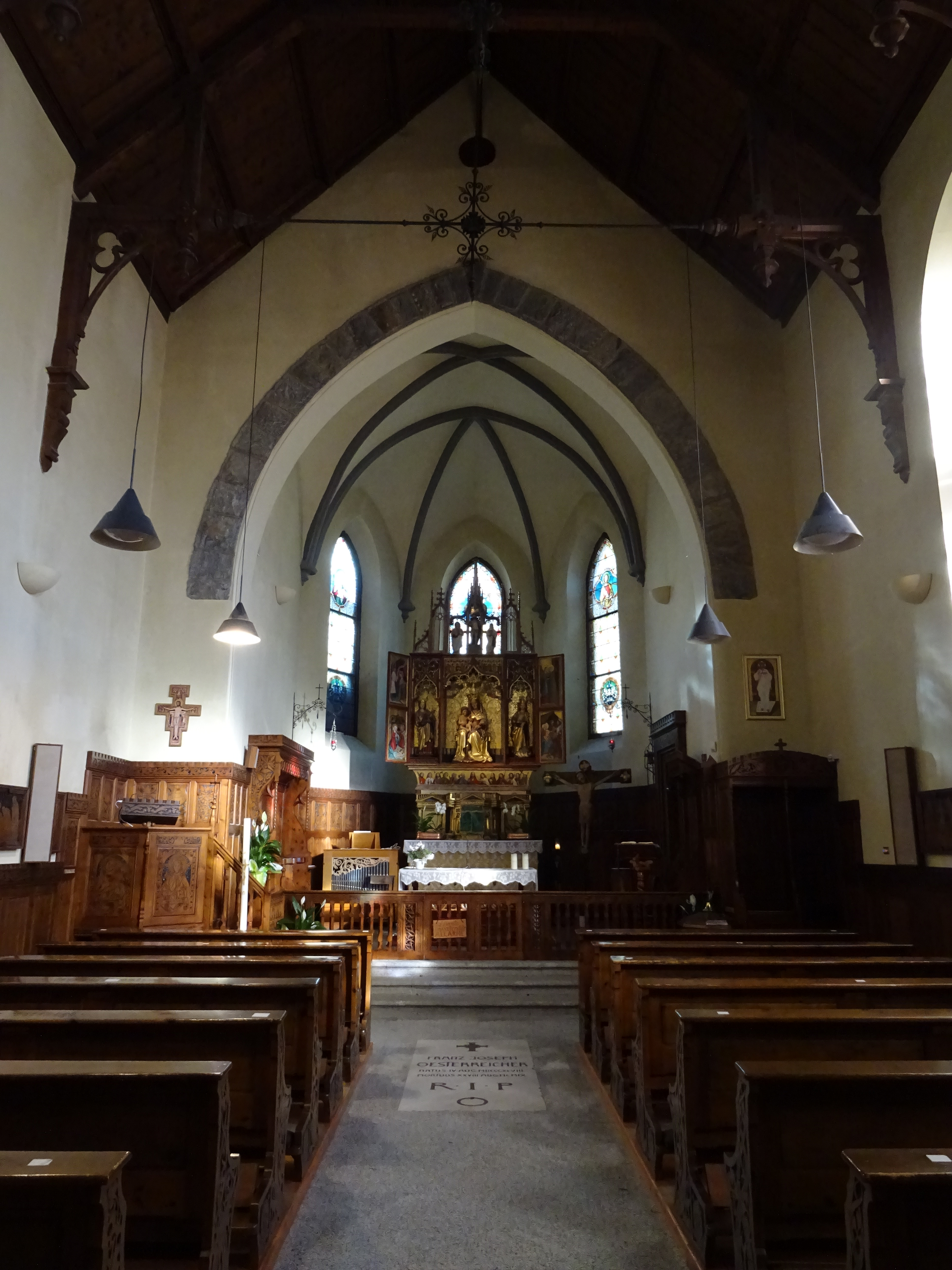
Interno

A Madonna di Campiglio sorgeva sin dal Medioevo un complesso monastico ospitaliero; la chiesa, fondata nel XII-XIII secolo e riedificata nel 1480, tra il Duecento e il Quattrocento fu il santuario mariano più importante di tutto il principato vescovile di Trento. Soppresso nel 1515 e quindi abbandonato, il complesso risultava in stato di forte degrado nell'Ottocento e venne giudicato inadatto ad adeguarsi allo sviluppo turistico che il centro abitato stava vivendo in quel periodo.
L'imprenditore Franz Joseph Österreicher (che era considerato figlio illegittimo di Francesco Giuseppe d'Asburgo, una diceria probabilmente priva di fondamento) ottenne dalla curia il permesso di smantellare il complesso per ampliare il proprio Hotel des Alpes, a patto di riedificare la chiesa a proprie spese. La posa della prima pietra avvenne ad agosto 1894 e il nuovo edificio fu benedetto il 15 agosto 1895: a questo seguì immediatamente la demolizione delle antiche strutture, situate poco distanti. L'arredo venne in parte pagato dalla casa d'Austria e la chiesa venne frequentata da Francesco Giuseppe e dall'imperatrice Elisabetta durante le loro vacanze estive.
La chiesa venne elevata a parrocchiale il 25 dicembre 1950, ma mantenne il titolo solo fino all'8 dicembre 1972, quando venne benedetta la nuova parrocchiale, costruita proprio accanto su progetto di Marcello Armani. Nel 1994, in previsione del centenario dalla costruzione, è stata restaurata ed è stata ingrandita la sagrestia. Nel 1975 è stato parzialmente attuato l'adeguamento liturgico, soltanto aggiungendo come altare al popolo una mensa in legno (realizzata in quell'anno da Felix Deflorian) e reimpiegando il pulpito come ambone.

## Descrizione

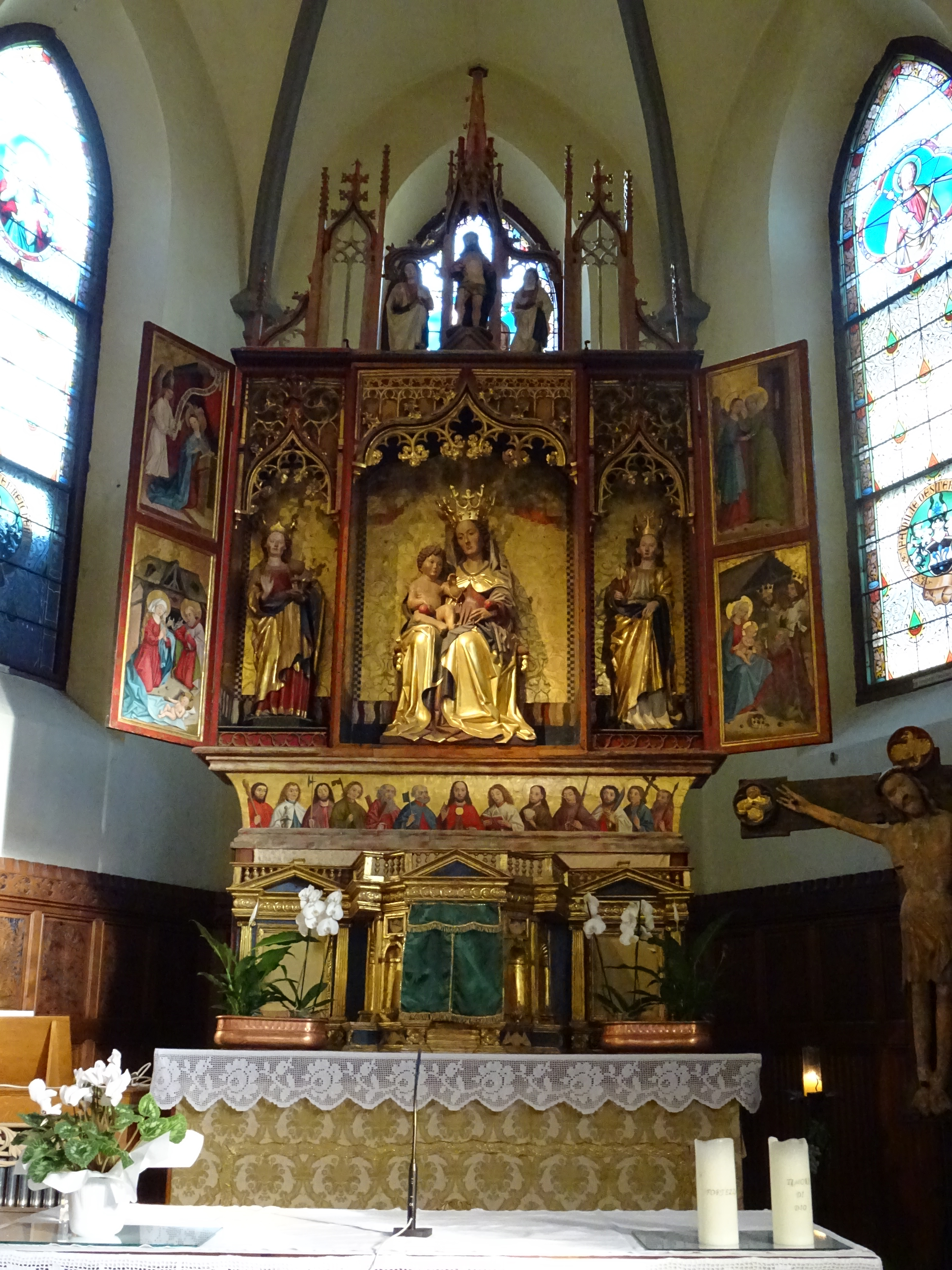
L'altare quattrocentesco

La chiesa, costruita in granito e percorsa da uno zoccolo perimetrale, è regolarmente orientata a est. Si presenta con facciata a capanna, aperta dal portale d'accesso riparato da un tettuccio a due falde, e da un oculo al centro. La fiancata sinistra è cieca, mentre quella destra è illuminata da tre grandi monofore archiacute, e contro di essa sono appoggiati la sagrestia e il campanile: quest'ultimo, parzialmente inglobato nella chiesa e dotato di un accesso indipendente a sud, è una bassa torre a base quadrata, con cella campanaria ottagonale delimitata da cornicioni, aperta da monofore archiacute e sormontata da una cuspide sempre ottagonale.
L'interno consiste di un'unica navata, pavimentata in granito tonalite levigato della Val Genova, con pareti intonacate e rivestite, fino all'altezza di 120 cm circa, in pannelli di cirmolo intagliati. L'arco santo ogivale, rivestito in pietra, introduce al presbiterio, rialzato di tre gradini rispetto all'aula e delimitato dalle balaustre, concluso dall'abside poligonale. La copertura in navata è a due spioventi in legno di cirmolo, sostenuti da capriate in legno e ferro battuto, mentre l'area presbiteriale è voltato a crociera con costoloni.
In chiesa, oltre all'arredo neogotico coevo alla costruzione, sono conservati anche un crocifisso ligneo duecentesco (stile bizantino-romanico), un trittico del 1480 attribuito a Narciso da Bolzano e alla scuola di Hans Multscher (sul retro alcuni stemmi, tra cui quello di Giovanni Hinderbach) e la statua della "Madonna del Fico" (1350 circa), esposta per la venerazione tre volte l'anno. Al termine della navata si trova inoltre il sepolcro di Franz Joseph Österreicher.